# Kathedrale St. Stephan (Leitmeritz)

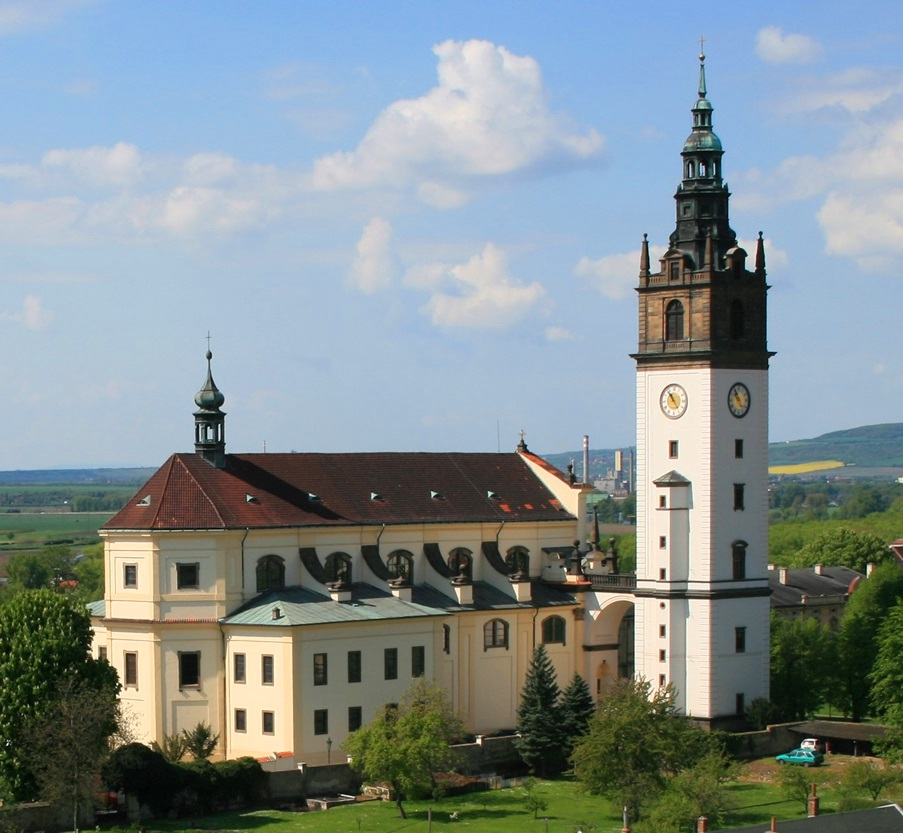
Kathedrale St. Stephan, Leitmeritz

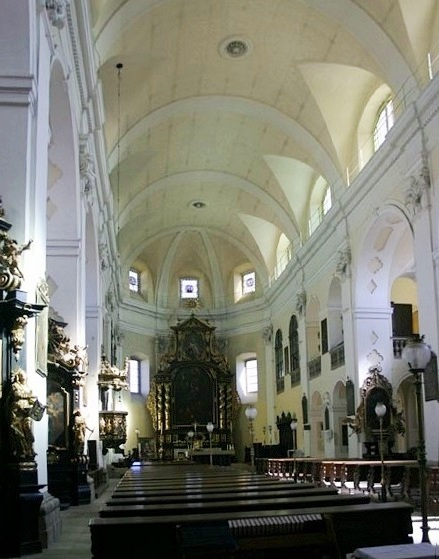
Inneres

Die Kathedrale St. Stephan im nordtschechischen Litoměřice (Leitmeritz) ist die Bischofskirche des römisch-katholischen Bistums Leitmeritz. Sie geht auf eine Gründung des 11. Jahrhunderts zurück. Der heutige frühbarocke Bau stammt aus den 1660er Jahren.

## Geschichte
Herzog Spytihněv II. gründete 1057 das Kollegiatstift St. Stephan; eine Kirche war damals wahrscheinlich schon vorhanden. Dieser vorromanische Bau wurde im 14. Jahrhundert gotisch umgebaut.

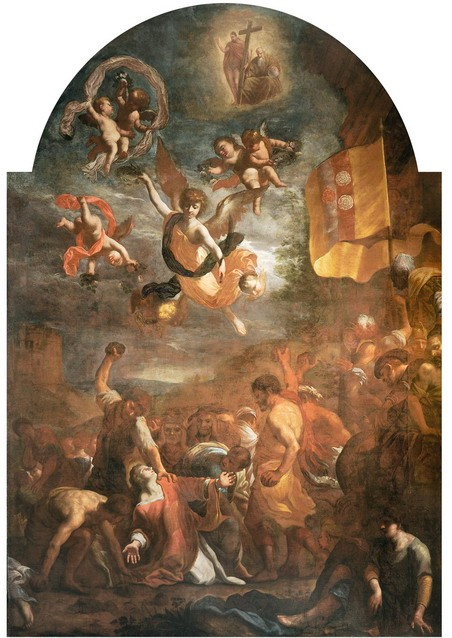
Steinigung des Stephanus, Hochaltarbild von Karel Škréta

Im Jahr 1655 wurde das Bistum Leitmeritz gegründet. Der Propst des Stiftes Maximilian Rudolf von Schleinitz wurde zum ersten Diözesanbischof geweiht und die Stiftskirche zur Kathedrale erhoben. 1662 begannen mit dem Abbruch der alten Kirche die Vorbereitungen für den repräsentativen Kathedralneubau in den Jahren 1664–1668 unter der Leitung von Giovanni Domenico Orsi de Orsini und Giulio Broggio. Die Kirchweihe erfolgte nach Abschluss aller Arbeiten am 21. September 1681 durch Schleinitz’ Nachfolger Jaroslaw Ignaz von Sternberg.
Die ursprünglich geplante Doppelturmfassade blieb unausgeführt. Der 50 m hohe freistehende Glockenturm wurde erst in den 1710er Jahren begonnen und 1882–1889 nach Plänen von Heinrich von Ferstel neobarock vollendet.

## Architektur und Ausstattung
St. Stephan ist 50 m lang, 22 m breit und 20 m hoch und hat die Außengestalt einer dreischiffigen Basilika. Die Seitenschiffe sind jedoch in zum Hauptraum ausgerichtete Kapellen aufgeteilt. Die Schaufassade zeigt den Aufriss und die Gliederung des italienischen Barock. Der Chor schließt polygonal.
Die Ausstattung der Erbauungszeit im schwarz-goldenen Ohrmuschelstil ist vollständig erhalten und nur durch wenige jüngere Stücke ergänzt. Sie umfasst den Hochaltar, sechs Seitenaltäre, die Kanzel, das Chorgestühl, die Chorschranken, die Beichtstühle und die Kirchenbänke. Das Altarbild des Hochaltars Steinigung des Stephanus sowie vier weitere Altarbilder stammen von Karel Škréta.
Die Jehmlich-Orgel mit 4 Manualen, 56 Registern und 3944 Pfeifen wurde 1942 in das barocke Gehäuse eingebaut.
Die Kathedrale wird seit Mai 1958 als ein Kulturdenkmal der Tschechischen Republik geschützt.

## Domkapitel Leitmeritz
Das Domkapitel Leitmeritz besteht seit dem Jahr 1057, ursprünglich als Kollegiatstift gegründet bis zum Jahr 1655. Mit der Errichtung des Bistums Leitmeritz (Litoměřice) im Jahre 1655 wurde das Kollegiatstift (Kollegiatkapitel) zum Domkapitel, das zu seinen ursprünglichen geistlichen Aufgaben auch als bischöflicher Beirat wirkte und während der Bischofsvakanzen das Bistum durch einen gewählten Vikar des Kapitels verwaltete. Der Dompropst wurde zum Bischof. Die Funktion des Propstes verschwand und das Kapitel wurde von einem Kapiteldekan geleitet. 
Erst im Jahr 1907 wurde nach 250 Jahren die Stiftspropstei wiederhergestellt, d. h. das Amt eines Propstes wieder eingeführt. Seitdem besteht die wesentliche Aufgabe des Kapitels in der Seelsorge und der Durchführung der liturgischen Feiern in der Kathedrale St. Stephan. Der gegenwärtige Dompropst ist Jiří Hladík (* 1953).